# Jean-Baptiste de Grécourt
Jean-Baptiste-Joseph Willart de Grécourt est un ecclésiastique et poète français né le 7 février 1684  à Vallières (actuellement Fondettes) et mort  à Tours le 2 avril 1743.

## Biographie
Grécourt est issu d'une famille d'origine écossaise, noble mais sans fortune, fils de Jean Baptiste Vuillart, seigneur de Grécourt, conseiller du roi, grenetier au grenier à sel de Tours, et d'Anne Orceau. Sa mère doit prendre un emploi de directrice des postes à Tours pour subvenir aux besoins de sa famille. Grécourt lui-même, comme cadet, est destiné à l'Église. Il fait ses études à Paris sous la direction d'un oncle ecclésiastique dont le crédit lui obtient un titre de chanoine de Saint-Martin de Tours en 1697, alors qu'il n'était âgé que de quatorze ans.
Une fois ordonné prêtre, Grécourt a un grand succès par ses talents de prédicateur, mais on dut mettre un terme à ses prêches après le scandale provoqué par un sermon dans lequel il avait glissé force allusions graveleuses à plusieurs dames de la ville. Son tempérament le portait au demeurant davantage vers la poésie et les plaisirs. Des positions brillantes lui sont offertes, qu'il refuse toujours, déclinant par exemple les offres de John Law, qui voulait se l'attacher et à qui il réplique par un apologue en vers, Le Solitaire et la fortune.
Tout en restant chanoine, il renonce à la vie ecclésiastique et passe beaucoup de temps à Paris, où il se lie avec le maréchal d'Estrées et d'autres jeunes libertins. Il finit par s'établir complètement dans la capitale où il est l'habitué des compagnies les plus libres et les plus galantes. Épicurien, amateur de jolies femmes et de bonne chère, il compose beaucoup de contes licencieux et de poésies, souvent libertines, parmi lesquelles on compte un long poème contre les Jésuites (Philotanus), des pièces burlesques, des épîtres, des fables, des contes, des épigrammes, des madrigaux. Il s'abstient de les faire imprimer mais les faisait circuler sous le manteau, en donnant des extraits dans des cercles choisis, car il lisait, paraît-il, de manière incomparable. Il est l'un des principaux auteurs du Recueil de poésies choisies rassemblées par un cosmopolite, imprimé en 1735 à seulement 62 exemplaires pour le duc d'Aiguillon.
Il meurt en 1743 en laissant pour lui-même une plaisante épitaphe :
Il est mort, le pauvre chrétien !
Molina perd un adversaire
Et l'amour un historien.
Si je consulte son bréviaire
La religion n'y perd rien.

## Œuvres
Les Œuvres de Grécourt sont publiées pour la première fois en 1711, puis en 1746 (2 vol. in-12), et sont souvent rééditées. La meilleure édition est celle de 1764 en 4 volumes in-12, mais elle renferme nombre de pièces qui ne sont pas de Grécourt. Guillaume Apollinaire réédite en 1913 l’Œuvre badine.
- Philotanus, ou l'Histoire de la constitution Unigenitus, poème, 1720
- Les Appellants de l'autre monde, 1731-1732
- Les Nouveaux appellants ; ou la Bibliothèque des damnés. Nouvelles de l'autre monde, 1732
- L'Enfer révolté, ou les Nouveaux appellants de l'autre monde, confondus Lucifer, 1732
- L'Enfer en déroute par la doctrine des jésuites. Nouvelles de l'autre monde, 1733
- Maranzakiniana, 1733
- Recueil de pièces choisies rassemblées par les soins du cosmopolite, 1735
- Histoire véritable et divertissante de la naissance de Mlle Margo, et de ses aventures jusqu'à présent, 1735